# The Singles (Goldfrapp)
The Singles è un album discografico di raccolta del gruppo musicale inglese Goldfrapp, pubblicato nel febbraio 2012.

## Il disco
Il disco racchiude i singoli inseriti nei cinque album in studio del gruppo e due tracce inedite (Yellow Halo e Melancholy Sky).
L'album è stato annunciato nel dicembre 2011 ed è stato pubblicato dalla collaborazione tra Mute e Parlophone.
Il brano Melancholy Sky è stato pubblicato il 3 gennaio 2012 nel formato di singolo, mentre un video dell'altro brano inedito Yellow Halo è stato realizzato con la regia di Lisa Gunning.

## Tracce
1. Ooh La La – 3:25
2. Number 1 – 3:25
3. Strict Machine (Single Mix) – 3:42
4. Lovely Head – 3:47
5. Utopia (Genetically Enriched) – 3:51
6. A&E – 3:18
7. Happiness (Single Version) – 3:37
8. Train – 4:11
9. Ride a White Horse (Single Version) – 3:44
10. Rocket – 3:52
11. Believer – 3:44
12. Black Cherry – 4:56
13. Yellow Halo – 4:42
14. Melancholy Sky – 4:28

## Classifiche
| Classifica (2012)     | Posizione raggiunta |
| --------------------- | ------------------- |
| Scottish Albums Chart | 37                  |
| Official Albums Chart | 33                  |